# Alessandro Ardenti

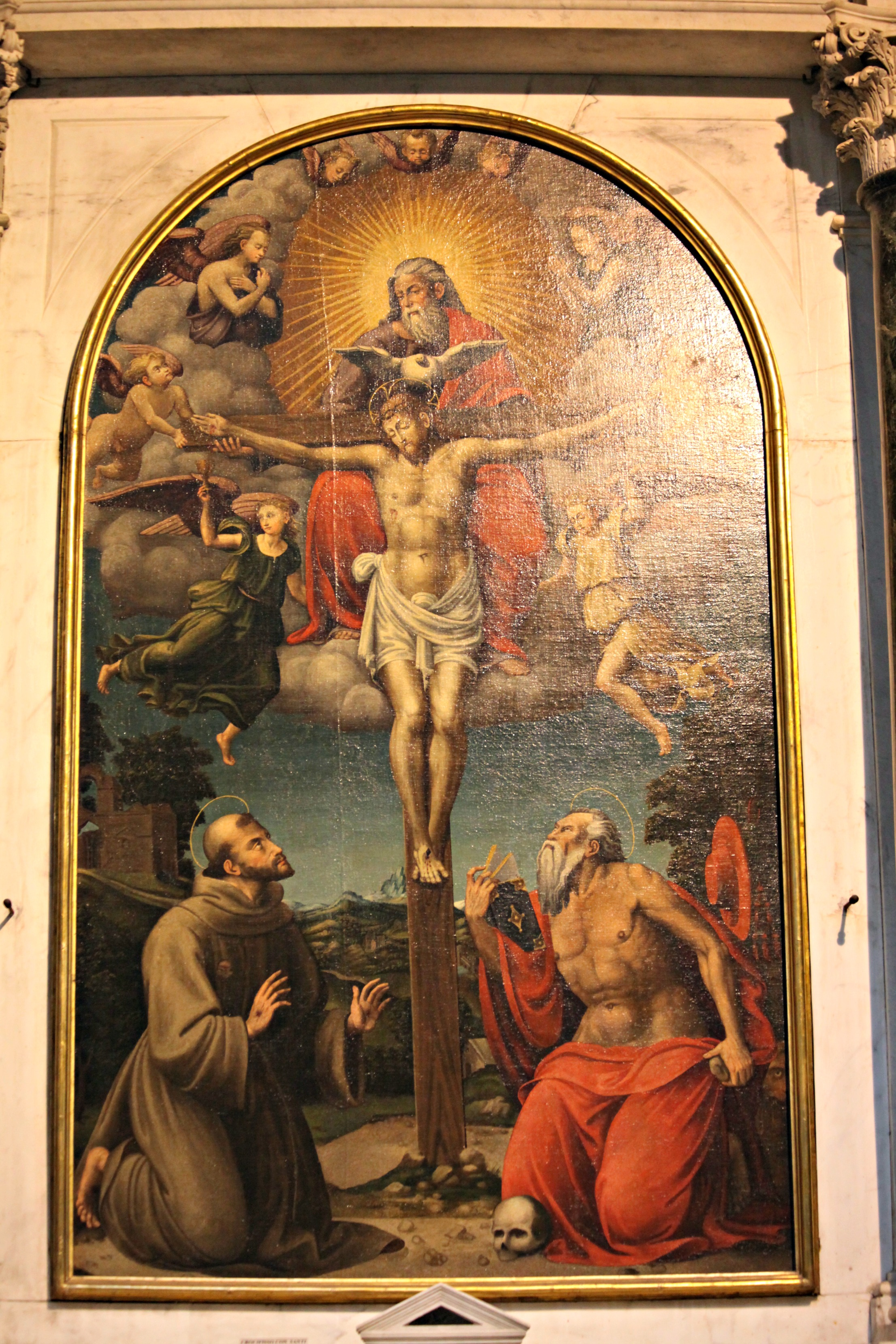
La Trinità con i santi Francesco e Girolamo di Alessandro Ardenti

Alessandro Ardenti (Faenza, ... – Torino, 20 agosto 1595) è stato un pittore italiano.

## Biografia
Fu attivo nel XVI secolo a Torino, in Lombardia e a Lucca dove era ben noto per il suo stile ritrattistico. Ha dipinto una Conversione di San Paolo per la chiesa del Monte della Pietà di Torino. Ha dipinto anche una Natività che si trova a Lucca nella chiesa di San Michele, una Assunzione della Vergine collocata nella chiesa di Santa Maria a Sesto di Moriano e un Sant'Antonio Abate (1565) per la chiesa dei Santi Paolino e Donato sempre a Lucca.
Suo pure il dipinto Augusto e la Sibilla cumana che decora la tomba della poetassa Chiara Matraini, nella chiesa di Santa Maria Forisportam.